# Yeoju
Yeoju (Yeoju-si; 여주시; 驪州市) è una città della provincia sudcoreana del Gyeonggi.